# Galapa (chi nhện)
Galapa là một chi nhện trong họ Pholcidae.

## Các loài
Các loài trong chi này gồm:
- Galapa baerti (Gertsch & Peck, 1992)
- Galapa bella (Gertsch & Peck, 1992)